# Iniziazione cristiana

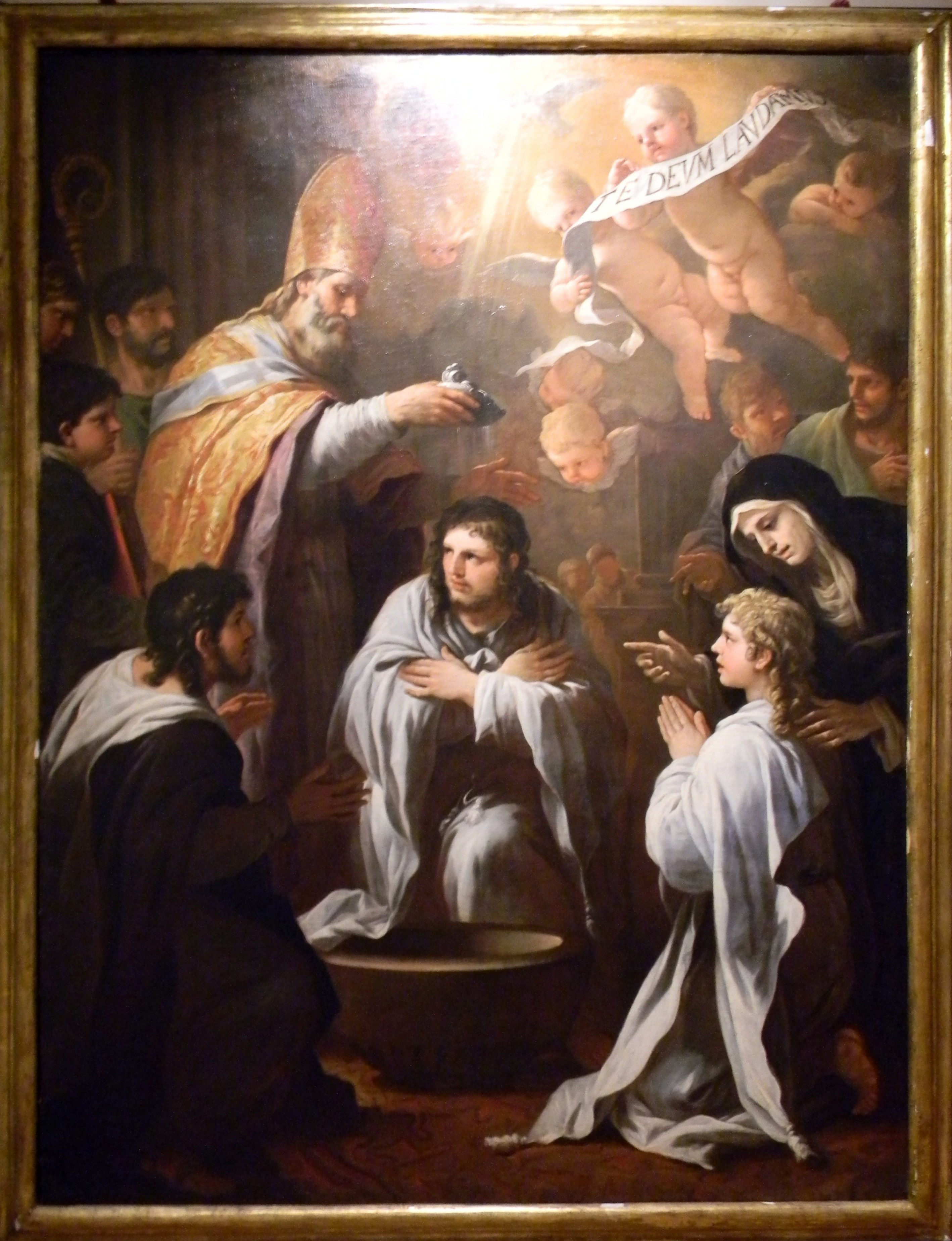
Il Battesimo da adulto di Sant'Agostino, opera di Luca Giordano - Museo diocesano di Napoli

Nelle Chiese cristiane l’iniziazione cristiana è l'insieme della formazione, dei riti e dei sacramenti che si celebrano per diventare cristiani.
A livello antropologico l'iniziazione cristiana rientra nei riti di iniziazione conosciuti in tutte le culture e religioni.
Il termine  “iniziazione cristiana”  deve la sua diffusione in modo particolare a Louis Duchesne che, nel 1889, dedica un capitolo alla iniziazione cristiana in un'opera che fu pioniera in questo campo.
Nel secolo XX il tema iniziazione ha conosciuto un crescente interesse di studi antropologici, storici, teologici, liturgici e pastorali.

## I sacramenti dell’iniziazione cristiana
A livello teologico-liturgico, il concetto di iniziazione cristiana è riferito propriamente ai sacramenti che si ricevono al termine di un cammino di preparazione. Essi sono principalmente: il Battesimo, la Cresima (o Confermazione) e l'Eucaristia (o Prima comunione).
I sacramenti dell’iniziazione cristiana richiedono di distinguere tra i bambini, che ancora non sono giunti all’età di
ragione, e coloro che invece sono giunti a essa e che, riguardo al battesimo, sono considerati come adulti.

## Storia

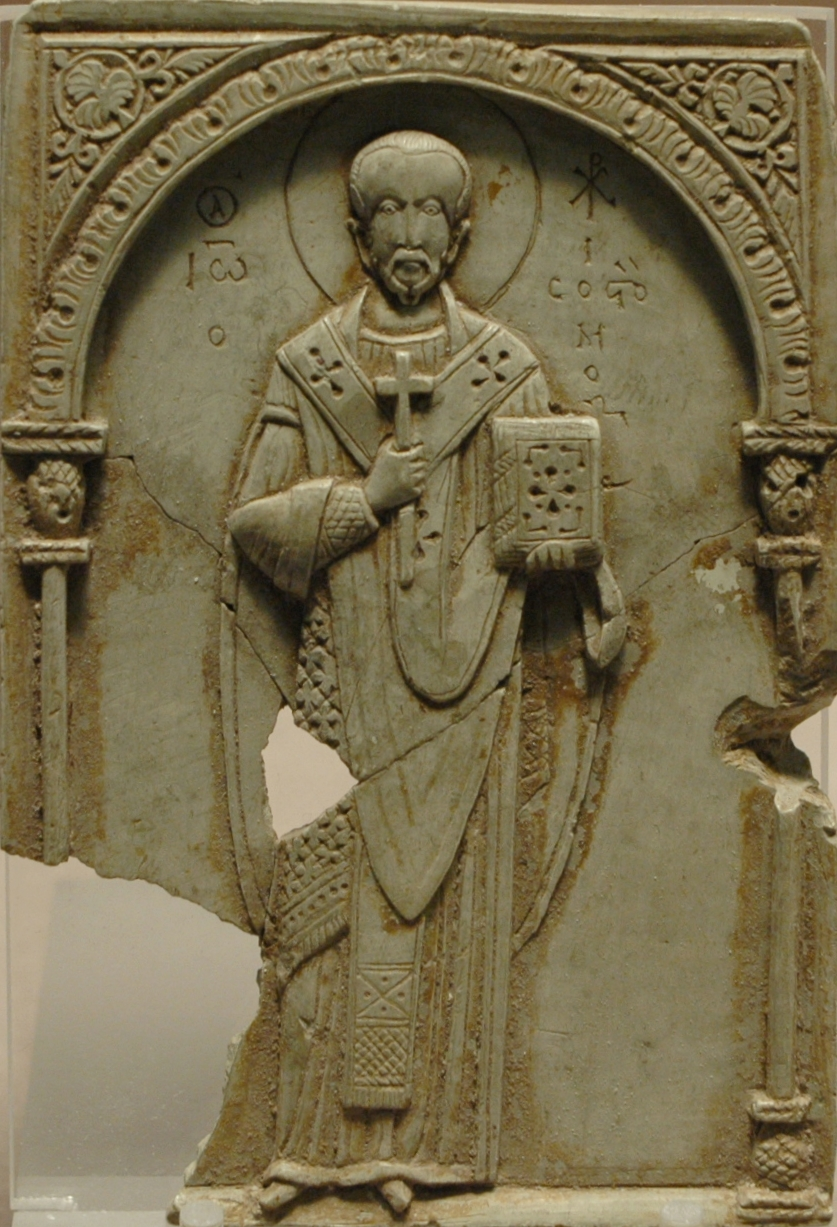
Giovanni Crisostomo, bassorilievo bizantino dell'XI secolo, Musée du Louvre di Parigi

Per molti secoli il linguaggio della «iniziazione» riferito ai sacramenti non è stato usato in ambito liturgico e teologico.
Nella Sacra Scrittura il linguaggio dell’iniziazione ai misteri non compare mai applicato ai riti del battesimo e dell’Eucaristia. Clemente Alessandrino, in un passo del "Protrettico", tra il 180 e il 200 d.C., si riferisce al battesimo con terminologia dell’iniziazione. 
Origene poi usa diverse volte la parola greca μυστηριον (mysterion, mistero in italiano) riferendolo al battesimo e all’Eucaristia, e a partire dal IV secolo questa designazione diventa consolidata. Tra i Padri Cappadoci e in maggior misura presso Giovanni Crisostomo, per riferirsi a questi sacramenti, usano sovente termini derivanti dal vocabolo μυστηριον (mysterion): μυσταγωγέω (introduco ai misteri), μυσταγωγία (introduzione ai misteri) e τελετή μυστιχή (introduzione misterica).  Tra i Padri latini Tertulliano, nel 197 d.c., riferendosi ai misteri cristiani e ai sacramenti, parla di piae initiationes. Presso Ambrogio e Agostino il linguaggio dell’iniziazione, riferito ai riti sacramentali, è presente nelle opere letterarie; entrambi se ne astengono nella loro predicazione ai catecumeni, forse perché anticamente sia nella Chiesa orientale che occidentale i catecumeni erano ritenuti dei “non iniziati“.

## L’iniziazione cristiana nelle diverse tradizioni

### Chiesa anglicana
Nella Chiesa anglicana, nonostante lo scisma con l'autorità papale e la Chiesa cattolica romana, l'iniziazione cristiana ha mantenuto i sacramenti del battesimo, della cresima e dell'eucaristia. Il rito del battesimo dei bambini attinge sia dalla tradizione antica, indicata nei tre Libri di Preghiera della chiesa d'Inghilterra del 1549, del 1552 e del 1662, che da quella del rito attuale, che ha ripristinato alcuni aspetti della cerimonia, in precedenza eliminati dal rito anglicano nel sedicesimo secolo. Il rito antico aveva le seguenti caratteristiche:
- Preghiera preliminare per il battezzando.
- Lettura dal Vangelo di San Marco, capitolo X, versetto 12 : "Alcune persone portavano i loro bambini a Gesù..."
- Le promesse dei padrini e delle madrine.
- Benedizione dell'acqua.
- Battesimo, o per immersione o per versamento dell'acqua, segnando la fronte con la croce.
- Preghiere di ringraziamento.
- Dichiarazione dei doveri dei padrini e delle madrine.

Inoltre il rito ordinava ai genitori di non rimandare il battesimo dei propri figli oltre la quarta o la quinta domenica dopo la nascita. Questo doveva tenersi di domenica o in un giorno festivo e avvenire dopo le lodi mattutine o dopo i vespri.
Il nuovo rito pone l'accento sul battesimo come rito d'iniziazione alla vita cristiana e riafferma il legame tra battesimo e cresima, e con l'eucaristia. Il rito nuovo, quindi, restituisce al battesimo alcune antiche usanze come quella del crisma, con l'olio santo benedetto dal vescovo nel giorno di giovedì santo, la copertura del bambino appena battezzato con un abito bianco, e la donazione di una candela, accesa dal cero pasquale. Nel caso del battesimo di un adulto, questo avviene, se è possibile, alla presenza di un vescovo, in modo che la cerimonia venga seguita immediatamente dalla cresima e quindi dalla prima comunione.

### Chiesa cattolica

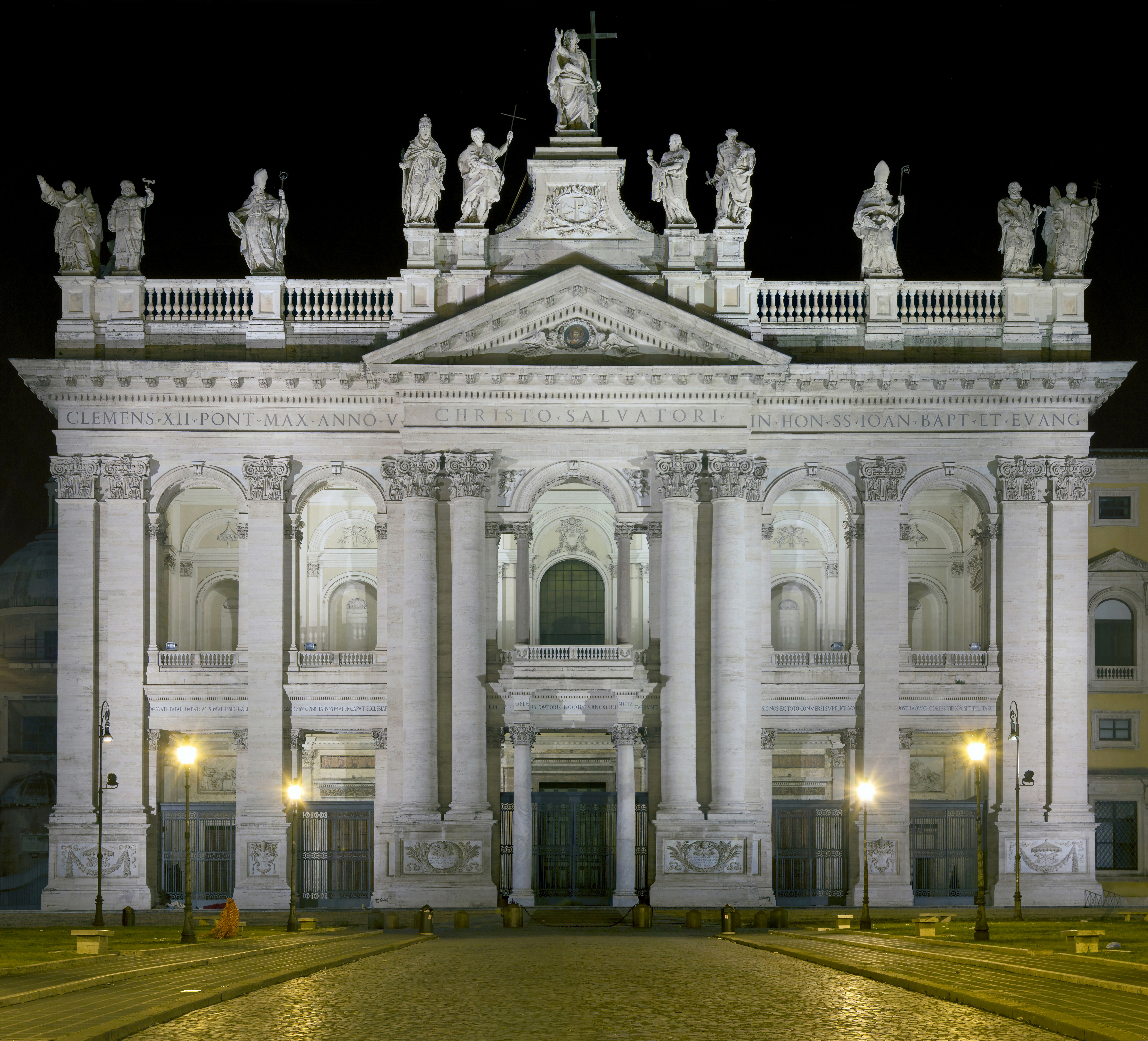
La Cattedrale di San Giovanni in Laterano a Roma è Madre e Capo di tutte le Chiese cattoliche di Roma e del mondo.

Nella Chiesa cattolica l'iniziazione cristiana è stata disciplinata dopo il Concilio Vaticano II con la pubblicazione del Rito dell'iniziazione cristiana degli adulti (RICA), nel quale vengono indicati i cammini da implementare per gli adulti e per i bambini in età del catechismo (per gli infanti esiste un libro liturgico apposito: Rito del Battesimo dei bambini RBB).

### Chiesa ortodossa
Nella Chiesa ortodossa l’iniziazione cristiana riguarda i tre sacramenti: battesimo, cresima e comunione, che sono i momenti sacramentali che introducono il neofita nel Corpo mistico.